# 土豆兄弟
《土豆兄弟》是2023年的一款Roguelite类俯视角清版射击游戏，由法国独立游戏开发者托马·热夫罗（Thomas Gervraud）以Blobfish工作室之名开发。该游戏最初于2022年在Steam平台上以抢先体验版的形式发行，在此期间销量超过100万份。其获得了评论家和玩家们的好评，此后移植至多个平台。

## 玩法
该游戏有多个具有不同初始属性的马铃薯角色，其中一些角色在玩家初进游戏时便已解锁。玩家会在每局游戏开始时选择一个角色，以俯视角操控。游戏的目标是通过尽可能多的敌袭波次。每波敌袭结束后，玩家可以使用已收集的材料购买或升级各类属性、道具和武器。该游戏被归类为清版射击游戏，其默认设置为系统自动瞄准射击，玩家也可以选择更改设置以启用手动瞄准。

## 开发与发行
《土豆兄弟》是由瑞士苏黎世（彼时位于法国里昂）的一人独立游戏工作室Blobfish开发的第四款游戏。该游戏于2022年9月27日在Windows版Steam平台上以抢先体验版的形式发行，后于2023年6月23日发行完整版。
该游戏的Android和iOS版由Erabit工作室负责开发和发行，于2023年3月28日发行，分为免费版和付费版两个版本。任天堂Switch版于2023年8月3日发行。PlayStation 4、PlayStation 5、Xbox One和Xbox Series X/S版于2024年1月30日发行，并加入了Xbox Game Pass。
2024年10月，游戏发布首个DLC“深海魔怪”（Abyssal Terrors），以及增加本地合作玩法的更新。

## 反响
Rock, Paper, Shotgun副主編评测了该游戏的抢先体验版，并将其与“2006年Newgrounds上的热门Flash游戏”相较。她欣赏游戏的复古玩法，但同时指出游戏角色玩起来有些容易死亡。TouchArcade认为，尽管该游戏乍看之下像是对《吸血鬼倖存者》的简易模仿，但其更具策略性，有自己的独特之处。Screen Rant认为该游戏令人上瘾、节奏快、易于上手，有着极大的策略自由度和实验空间，并将其列入了自家的2022年最佳独立游戏名单。Digital Trends称该游戏为“《吸血鬼倖存者》玩法的巧妙进化”（smart evolution of the Vampire Survivors formula），表示该游戏有着更丰富的角色可塑空间。
该游戏是2022年和2023年Steam平台上最受欢迎的Roguelite游戏之一，玩家评价为“好评如潮”。截至2022年9月，该游戏销量已突破100万份。
该游戏在2022年Steam大奖中被提名为“最佳随身游戏”，在2023年Steam大奖中被提名为“最佳Steam Deck游戏”，在2023TapTap年度游戏大赏中入围“最佳独立游戏”奖并获得“最佳玩法”奖。
| 年份 | 奖项                   | 类型               | 结果 |
| ---- | ---------------------- | ------------------ | ---- |
| 2022 | 2022年Steam大奖        | 最佳随身游戏       | 提名 |
| 2023 | 2023年Steam大奖        | 最佳Steam Deck游戏 | 提名 |
| 2024 | 2023TapTap年度游戏大赏 | 最佳独立游戏       | 提名 |
| 2024 | 2023TapTap年度游戏大赏 | 最佳玩法           | 獲獎 |